# 베타-1 아드레날린 수용체
베타-1 아드레날린 수용체 또는 ADRB1(β1 Adrenergic Receptor)는 베타 아드레날린 수용체를 암호화하는 유전자이다. 이는 Gs 삼이성체 G 단백질과 관련된 G 단백질 연결 수용체이며, 주로 심장 조직에서 발현된다.

## 수용체

### 작용
β1 수용체의 작용은 다음과 같다.
| 효과 / 조직 | 효과 / 조직                        | 효과 / 조직  |
| ----------- | ---------------------------------- | ------------ |
| 근육        | 심박출량 증가                      | 심근         |
| 근육        | 심박수 증가(Chronotropic 효과)     | 동방결절     |
| 근육        | 심방 수축성 증가(수축 촉진 효과)   | 심근         |
| 근육        | 수축성 및 자동화 향상              | 심근(심실)   |
| 근육        | 전도 및 자동화 향상                | 방실결절     |
| 근육        | 휴식                               | 방광 벽      |
| 외분비      | 레닌 방출                          | 사구체옆장치 |
| 외분비      | 점성이 가득한 아밀레이스 분비 자극 | 침샘         |
| 기타        | 지방 분해                          | 지방 조직    |

또한 수용체는 대뇌피질에도 존재한다.

### 수용체 작용제
이소프레날린은 아드레날린보다 β1에 대한 친화력이 더 높으며, 이는 생리학적 농도에서 노르아드레날린보다 높은 친화력으로 결합된다. 베타-1 수용체에 대한 선택적 작용제는 다음과 같다.
- 데노파민
- 도부타민[4] (심인성 쇼크)
- 자모테롤 (심장 자극제)

### 수용체 길항제
(베타 차단제) β1 선택적 길항제는 다음과 같다.
- 아세부톨롤(고혈압, 협심증, 부정맥)
- 아테놀올[4]( 고혈압, 관상동맥질환, 부정맥, 심근 경색 )
- 베탁솔롤(고혈압, 녹내장)
- 비소프롤롤[5](고혈압, 관상동맥질환, 부정맥, 심근 경색, 허혈성 심장 질환 )
- 에스모롤(부정맥)
- 메토프로롤(고혈압, 관상동맥질환, 심근 경색, 심부전 )
- 네비보롤(고혈압)
- 보티옥세틴 (항우울제)

### 심근 세포의 메커니즘
GS가 두 가지 경로를 통해 그 효과를 발휘한다. 첫째, 원형질막에서 L형 칼슘 채널(LTCC)을 직접 개방한다. 둘째, 이것은 아데닐산 고리화효소를 활성화시켜, 고리형 아데노신 일인산(cAMP)를 증가시켜 단백질 인산화효소 A(PKA)를 활성화시켜 포스포람반, LTCC, 트로포닌 I(TnI) 및 칼륨 채널과 같은 여러 표적을 인산화시킨다. 포스포람반 인산화 반응은 심근 세포에서 근소포체상의 SERCA를 정상적으로 억제하는 기능을 불활성화시킨다. 이로 인해 더 많은 칼슘이 근소포체에 들어가므로 다음 수축에 사용할 수 있다. LTCC 인산화는 개방 확률을 증가시키므로 세포 탈분극시 더 많은 칼슘이 근육 세포로 유입되도록 한다. 이 두 가지 메커니즘은 수축에 이용 가능한 칼슘을 증가 시켜서 이노트로피를 증가시킨다. 반대로 TnI 인산화 반응은 근육 이완을 촉진시키는 트로포닌 C(TnC)로부터 칼슘의 해리를 촉진시킨다(양성 심근 이완). 칼륨 채널 인산화 반응은 개방 확률을 증가시켜 불응기가 짧아진다(세포가 더 빨리 재분극되기 때문). 또한 동방결절과 같은 결절 세포에서 고리형 아데노신 일인산은 HCN 통로에 직접 결합하여 열리므로 개방 확률이 증가하여 시간이 증가한다.

## 유전자
ADRB1 유전자의 특정 다형성은 휴식 심박수에 영향을 주고 심장마비에 관련될 수 있는 것으로 나타났다.

## 상호 작용
베타-1 아드레날린 수용체는 DLG4, GIPC1과 상호 작용하는 것으로 나타났다. 테스토스테론과 β-1 테스토스테론과 β-1 아드레날린 수용체 사이의 상호작용이 기저부 편두통에서 불안증적 행동으로 나타났다.

## 참고 사항
- 아드레날린 수용체에는 많은 종류가 존재한다.
  - 알파-1 아드레날린 수용체
  - 알파-2 아드레날린 수용체
  - 베타-2 아드레날린 수용체
  - 베타-3 아드레날린 수용체

## 같이 보기
- DEC2

## 추가 자료
- “Human beta 1- and beta 2-adrenergic receptors: structurally and functionally related receptors derived from distinct genes”. 《Trends in Neurosciences》 11 (7): 321–4. Jul 1988. doi:10.1016/0166-2236(88)90095-1. PMID 2465637.
- “Interethnic differences in drug response: the contribution of genetic variability in beta adrenergic receptor and cytochrome P4502C9”. 《Clinical Pharmacology and Therapeutics》 82 (2): 215–8. Aug 2007. doi:10.1038/sj.clpt.6100142. PMID 17329986.
- “Chromosomal organization of adrenergic receptor genes”. 《Proceedings of the National Academy of Sciences of the United States of America》 87 (4): 1516–20. Feb 1990. doi:10.1073/pnas.87.4.1516. PMC 53506. PMID 2154750.
- “The effect of Escherichia coli endotoxin on the adrenergic control of lipolysis in the human adipocyte”. 《The Journal of Surgical Research》 46 (1): 41–8. Jan 1989. doi:10.1016/0022-4804(89)90180-7. PMID 2536864.
- “Cloning of the cDNA for the human beta 1-adrenergic receptor”. 《Proceedings of the National Academy of Sciences of the United States of America》 84 (22): 7920–4. Nov 1987. doi:10.1073/pnas.84.22.7920. PMC 299447. PMID 2825170.
- “The cardiac beta-adrenergic receptor. Structural similarities of beta 1 and beta 2 receptor subtypes demonstrated by photoaffinity labeling”. 《The Journal of Biological Chemistry》 258 (13): 8443–9. Jul 1983. PMID 6305985.
- “Genetic mapping of adrenergic receptor genes in humans”. 《Journal of Molecular Medicine》 73 (6): 299–306. Jun 1995. doi:10.1007/BF00231616. PMID 7583452.
- “Structural and functional analysis of the B cell epitopes recognized by anti-receptor autoantibodies in patients with Chagas' disease”. 《Journal of Immunology》 157 (9): 4203–11. Nov 1996. PMID 8892658.
- “SH3 binding domains in the dopamine D4 receptor” (PDF). 《Biochemistry》 37 (45): 15726–36. Nov 1998. doi:10.1021/bi981634+. PMID 9843378.
- “A gain-of-function polymorphism in a G-protein coupling domain of the human beta1-adrenergic receptor”. 《The Journal of Biological Chemistry》 274 (18): 12670–4. Apr 1999. doi:10.1074/jbc.274.18.12670. PMID 10212248.
- “Racial differences in the frequencies of cardiac beta(1)-adrenergic receptor polymorphisms: analysis of c145A>G and c1165G>C”. 《Human Mutation》 14 (3): 271. Sep 1999. doi:10.1002/(SICI)1098-1004(1999)14:3<271::AID-HUMU14>3.0.CO;2-Q. PMID 10477438.
- “Identification of the endophilins (SH3p4/p8/p13) as novel binding partners for the beta1-adrenergic receptor”. 《Proceedings of the National Academy of Sciences of the United States of America》 96 (22): 12559–64. Oct 1999. doi:10.1073/pnas.96.22.12559. PMC 22990. PMID 10535961.
- “Beta1-adrenoceptor gene variations: a role in idiopathic dilated cardiomyopathy?”. 《Journal of Molecular Medicine》 78 (2): 87–93. 2000. doi:10.1007/s001090000080. PMID 10794544.
- “Interaction with beta-arrestin determines the difference in internalization behavor between beta1- and beta2-adrenergic receptors”. 《The Journal of Biological Chemistry》 275 (37): 29082–90. Sep 2000. doi:10.1074/jbc.M909757199. PMID 10862778.
- “beta 1-adrenergic receptor association with PSD-95. Inhibition of receptor internalization and facilitation of beta 1-adrenergic receptor interaction with N-methyl-D-aspartate receptors”. 《The Journal of Biological Chemistry》 275 (49): 38659–66. Dec 2000. doi:10.1074/jbc.M005938200. PMID 10995758.
- “A novel polymorphism in the gene coding for the beta(1)-adrenergic receptor associated with survival in patients with heart failure”. 《European Heart Journal》 21 (22): 1853–8. Nov 2000. doi:10.1053/euhj.1999.1994. PMID 11052857.
- “beta 1-adrenergic receptor association with the synaptic scaffolding protein membrane-associated guanylate kinase inverted-2 (MAGI-2). Differential regulation of receptor internalization by MAGI-2 and PSD-95”. 《The Journal of Biological Chemistry》 276 (44): 41310–7. Nov 2001. doi:10.1074/jbc.M107480200. PMID 11526121.
- “G protein-coupled receptor kinase 5 regulates beta 1-adrenergic receptor association with PSD-95”. 《The Journal of Biological Chemistry》 277 (2): 1607–13. Jan 2002. doi:10.1074/jbc.M107297200. PMID 11700307.
- “A polymorphism in the beta1 adrenergic receptor is associated with resting heart rate”. 《American Journal of Human Genetics》 70 (4): 935–42. Apr 2002. doi:10.1086/339621. PMC 379121. PMID 11854867.